# Договор с дьяволом
Догово́р с дья́волом — культурный мотив, широко распространённый в истории западного Средневековья и Нового времени. Наиболее известным примером является «сделка» Иоганна Фауста и Мефистофеля, но он также встречается и во многих других историях.
Согласно традиционной христианской вере в колдовство, заключая акт между человеком и Сатаной или любым другим демоном (или демонами), человек предлагает свою душу в обмен на услуги Дьявола. Эти услуги зависят от конкретной истории, но, как правило, включают молодость, знания, богатство и власть. Считалось также, что некоторые люди заключают этот тип договора как знак признания Дьявола как их хозяина, а не в обмен на что-то. История может иметь морализаторский конец — с вечным проклятьем для безрассудного человека. С другой стороны, может присутствовать и комический поворот, в котором хитрый крестьянин обманывает дьявола.
Любые «сверхчеловеческие» достижения в истории могли быть отнесены к сделкам с дьяволом — от разбросанных по всей Европе «чёртовых мостов» до превосходной техники игры на скрипке Тартини и Паганини. В наше время существуют сайты в интернете, предлагающие человеку «продать свою душу» дьяволу.

## В демонологии
В Средние века было принято считать, что человек, который заключил договор, также обещал демону убить детей или посвящать их дьяволу в момент рождения (многие акушерки были обвинены в этом с учётом количества детей, которые умирали при рождении в Средневековье и эпоху Возрождения), принимать участие в шабаше, иметь сексуальные отношения с демонами, а иногда — даже рожать детей от суккуба или инкуба (в случае, если к дьяволу обращалась женщина).
Договор может быть устным или письменным. Устный договор производится путём вызова, заклинания или ритуала для привлечения демонов; раз просящий считает, что демон существует, он просит для себя определённую помощь и предлагает свою душу в обмен; никаких доказательств договора не остаётся, но, по некоторым процессам над ведьмами, организованным инквизицией, даже устное соглашение оставляет доказательства, а именно — дьявольскую метку, неизгладимый след, где отмеченные лица были тронуты дьяволом, чтобы запечатать договор. Метка может быть использована в качестве доказательства, чтобы определить, что договор был заключён. Считалось также, что на том месте, где знак был оставлен, отмеченный человек не может чувствовать боли. Письменное соглашение заключается в той же форме привлечения демона, но включает в себя письменный акт, как правило, подписанный кровью вызвавшего из пальца левой руки (хотя иногда утверждалось также, что все действия должны были быть написаны кровью, между тем некоторые демонологи отстаивали идею использования красных чернил вместо крови, другие же говорили об использовании крови животных, а не человеческой крови). Формы договора включают контракты или просто подписи в Красной книге Сатаны.
Эти акты часто бывали представлены в качестве доказательства договора с дьяволом, хотя критики утверждают, что нет доказательств, являются ли они подлинными — написанными безумными лицами, полагавшими, что они на самом деле имеют дело с демоном, — или просто были поддельными актами, представленными в суды инквизиции. Как правило, акты включали странные символы, которые считались подписями демона, и каждый из них имел свою подпись или печать. Книги, подобные «Малому Ключу Соломона» (лат. Lemegeton Clavicula Salomonis), дают подробный перечень этих признаков, известных как «дьявольские подписи».
В «Молоте ведьм» обсуждается несколько предполагаемых случаев договора с дьяволом, особенно в отношении женщин. Считалось, что все ведьмы и колдуны заключали договор с каким-то демоном, чаще всего с Сатаной.
По демонологии есть определённый месяц, день недели и час, когда можно вызывать демона, так что вызов для договора должен быть произведён в нужное время. Кроме того, каждый демон имеет определённую функцию, и определённый демон вызывается в зависимости от того, что вызывающий собирается просить.